# Евридика (дъщеря на Данай)
Вижте пояснителната страница за други значения на Евридика.
Евридика (на старогръцки: Εὐρυδίκη; Eurydice; Eurydike) в гръцката митология е дъщеря на Данай, цар на Аргос. Майка ѝ е наядата Поликсо, дъщеря на Нил, която ражда 12 дъщери.
Баща ѝ Данай имал петдесет дъщери – Данаиди.
Евридика е омъжена за Дриас (Dryas), един от 50-те синове на Египт. Според Хигин Митограф тя е омъжена за Кантос (Kanthos). Както всичките си сестри, освен сестра ѝ Хипермнестра, тя убива съпруга си през брачната нощ.